# شباب الدار البيضاء (كرة السلة)
شباب رياضي بلدية دار البيضاء لكرة السلة هو نادي كرة سلة جزائري يلعب في بطولة الجزائرية لكرة السلة.

## الإنجازات
- كأس الجزائر لكرة السلة
- نهائي: 1997، 2006، 2011، 2012، 2015
- بطولة كرة السلة الجزائرية
- وصيف: 2008, 2010, 2011, 2014, 2016